# Высокое (озеро, Псковская область)
Высо́кое (Тата́ринское) — озеро в Пограничной волости Красногородского района Псковской области. В 4 км к западу — граница с Латвией.
Площадь — 4,0 км² (400,0 га). Максимальная глубина — 2,5 м, средняя глубина — 1,5 м.
Ближайшие к озеру населённые пункты: деревни Татарино, Александрово.
Слабосточное. Из озера вытекает река Цаплинка, которая относится к бассейну реки Лжа, притока Утроя, которые, в свою очередь, относятся к бассейну реки Великая.
Тип озера окуневый. Массовые виды рыб: окунь, щука, вьюн.
Для озера характерны: песчано-илистое дно, есть камни, расположено на болоте, вдоль береговой полосы проходит сухой, частью песчаный вал; подъездные пути плохие.